# Incendios forestales en el centro de Canadá de 2023
Los incendios forestales en el centro de Canadá de 2023 fueron una serie de incendios forestales en curso en las provincias canadienses centrales de Ontario y Quebec que comenzaron el 2 de junio, como parte de los incendios forestales canadienses de dicho año. Los gobiernos de Ontario y Quebec informaron un total combinado de 211 incendios forestales al 5 de junio; 145 de ellos se consideran fuera de control. Actualmente, hay 400 bomberos trabajando en Quebec. Se espera que la calidad del aire se vea afectada en ambas provincias y varios estados en vecino del sur, Estados Unidos. Debido a un tramo de condiciones cálidas y secas fuera de temporada, el riesgo de incendio se encuentra en niveles peligrosos a extremos en ambas provincias.
El ministro de Seguridad Pública de Quebec, François Bonnardel, dijo el 2 de junio que se había comunicado con el gobierno federal para buscar la ayuda de las Fuerzas Armadas de Canadá.

## Evacuaciones
Alrededor de 10.000 residentes en la costa de Quebec se vieron obligados a evacuar sus hogares el 2 de junio de 2023. El alcalde de Sept-Îles declaró el estado de emergencia local, ya que el riesgo de incendios forestales dio lugar a órdenes de evacuación.
Cuatro comunidades al oeste de Calabogie, Ontario, estaban bajo orden de evacuación a partir del 5 de junio debido a un incendio en Greater Madawaska.

## Calidad del aire
El humo de los incendios provocó que la calidad del aire en Ottawa del 5 al 7 de junio alcanzara el nivel más alto en el Índice de calidad del aire de Environment Canada, el peor de Ontario. La calidad del aire también alcanzó el nivel más alto en Kingston y Belleville. También se emitió una declaración sobre la calidad del aire para Toronto, así como para la mayor parte del sur de Ontario. El humo de los incendios forestales se desplazó hacia el noreste de los Estados Unidos el 5 y 6 de junio y provocó alertas de calidad del aire en la mayor parte de Nueva York y algunos de los estados circundantes. Cubrió muchas áreas como la Ciudad de Nueva York en neblina la madrugada del martes 6 de junio.
The Weather Network predijo que todo el este de Ontario y partes del sur de Quebec experimentarán concentraciones aún más altas de humo de bajo nivel el 7 de junio, lo que resultará en la peor calidad del aire en la vida en gran parte de la región.